# Johan Lammerts
Johan Lammerts, né le 2 octobre 1960 à Bergen-op-Zoom, est un coureur cycliste néerlandais, professionnel de 1982 à 1992.
En 2013, il devient sélectionneur national de l'équipe masculine sur route des Pays-Bas, après avoir été sélectionneur des équipes féminines et de cyclo-cross.

## Palmarès

### Palmarès amateur
- 1979
  - Acht van Bladel
- 1980
  - Tour d'Achterhoek
  - 5e étape du Tour de la province de Namur
- 1981
  - 5ea et 6e étapes de la Semaine bergamasque
  - 4e étape du Tour Européen
  - 3e de l'Omloop van de Braakman
- 1982
  - 1re étape de la Course de la Paix
  - Tour du Limbourg
  - 6ea étape du Grand Prix Guillaume Tell
  - 2e du Ronde van Oud-Vossemeer
  - 3e de Romsée-Stavelot-Romsée

### Palmarès professionnel
- 1983
  - 5e de Paris-Bruxelles
- 1984
  - Tour des Flandres
  - Tour des Pays-Bas :
    - Classement général
    - 5eb étape (contre-la-montre par équipes)

  - 3e du Grand Prix Jef Scherens
  - 7e du Circuit Het Volk
- 1985
  - Grand Prix Wielerrevue
  - 20e étape du Tour de France
  - 5eb étape du Tour des Pays-Bas (contre-la-montre par équipes)
  - 2e du Grand Prix de Francfort
  - 8e de Tirreno-Adriatico
  - 9e de l'Amstel Gold Race
- 1987
  - 2e de Kuurne-Bruxelles-Kuurne
- 1988
  - 4e étape secteur b du Tour de Grande-Bretagne (Kellogg's Tour of Britain)
  - 2e du Circuit Het Volk
  - 10e de Paris-Roubaix
- 1989
  - 4e étape du Tour des vallées minières
  - 2e du championnat des Pays-Bas sur route
  - 10e de Paris-Roubaix
- 1990
  - 1re étape du Tour d'Irlande
- 1991
  - 5e étape du Tour du Mexique

## Résultats sur les grands tours

### Tour de France
4 participations
- 1983 : 72e
- 1985 : 75e, vainqueur de la 20e étape
- 1988 : 130e
- 1989 : 123e

### Tour d'Italie
6 participations
- 1986 : 70e
- 1987 : 120e
- 1988 : 105e
- 1989 : 136e
- 1990 : 159e
- 1992 : 134e